# Apostolisches Vikariat Jimma-Bonga
Das Apostolische Vikariat Jimma-Bonga (lat.: Apostolicus Vicariatus Gimmaensis-Bonganus) ist ein in Äthiopien gelegenes römisch-katholisches Apostolisches Vikariat mit Sitz in Jimma.

## Geschichte
Das Apostolische Vikariat Jimma-Bonga wurde am 10. Juni 1994 durch Papst Johannes Paul II. aus Gebietsabtretungen des Apostolischen Vikariates Nekemte als Apostolische Präfektur Jimma-Bonga errichtet. Die Apostolische Präfektur Jimma-Bonga gab am 16. November 2000 Teile ihres Territoriums zur Gründung der Apostolischen Präfektur Gambella ab. Am 5. Dezember 2009 wurde die Apostolische Präfektur Jimma-Bonga durch Papst Benedikt XVI. zum Apostolischen Vikariat erhoben.

## Ordinarien

### Apostolische Präfekten von Jimma-Bonga
- Berhaneyesus Demerew Souraphiel CM, 1994–1997, dann Apostolischer Administrator von Addis Abeba
- Theodorus van Ruyven CM, 1998–2009, dann Apostolischer Vikar von Nekemte

### Apostolische Vikare von Jimma-Bonga
- Markos Ghebremedhin CM, seit 2009